# Canton de Pauktaw
Le canton de Pauktaw (birman : ပေါက်တောမြို့နယ်) est un canton du district de Sittwe, dans l'État de Rakhine, en Birmanie. La ville principale est Pauktaw (en).